# Stefano Modena
Stefano Modena (ur. 12 maja 1963 roku w Modenie) – były włoski kierowca wyścigowy.
Pierwszym dużym sukcesem tego kierowcy było czwarte miejsce w klasyfikacji generalnej Włoskiej Formuły 3. Rok później Modena startował w Formule 3000 dla zespołu Onyx. Zakończył sezon, zdobywając tytuł mistrzowski. W tym samym roku zadebiutował w Formule 1 w zespole Brabham w Grand Prix Australii. W sezonie 1988 jeździł dla słabego zespołu EuroBrun, nie zdobywając żadnego punktu (najlepszym rezultatem było 11 miejsce w Grand Prix Węgier. Sezony 1989 i 1990 to powrót do zespołu Brabham. W Grand Prix Monako 1989 zdobył pierwsze podium i z 4 punktami został sklasyfikowany na 16 miejscu w klasyfikacji generalnej. Na takiej samej pozycji ukończył sezon rok później (dwa punkty za piąte miejsce w Grand Prix USA). W sezonie 1991 jeździł w zespole Tyrrell. Był to jego najbardziej udany sezon w Formule 1 - drugie miejsce w Grand Prix Kanady, czwarte w Grand Prix USA i szóste w Grand Prix Japonii dały mu 10 punktów i ósme miejsce w klasyfikacji ogólnej na koniec sezonu. Sezon 1992 to ostatni jego sezon startów w Formule 1. W zespole Jordan zdobył jeden punkt (w swoim ostatnim wyścigu, o Grand Prix Australii. W latach 1993–2000 ścigał się z różnymi rezultatami w wyścigach samochodów turystycznych we Włoszech i w Niemczech.
W Formule 1 był zgłoszony do 81 wyścigów. Wystartował w 70, z czego ukończył 30. Zdobył 17 punktów. Nie wywalczył ani jednego zwycięstwa, nie zdobył również ani jednego pole position, nigdy nie zaliczył również najszybszego okrążenia.